# Lucy M. Boston
Pour les articles homonymes, voir Boston (homonymie).
Œuvres principales
- The Children of Green Knowe (1954)
- Les Cheminèes enchantées (1958)

Lucy M. Boston (1892–1990), née Lucy Maria Wood, est une romancière britannique qui écrivait pour les enfants et les adultes, et dont l'œuvre a été entièrement publiée après l'âge de 60 ans. Elle est plus particulièrement connue pour Green Knowe, une série de six romans low fantasy pour enfants, publiés chez Faber entre 1954 et 1976. 

## Biographie
Elle naît en 1892 au sein d'une famille wesleyaniste. Son père meurt quand elle a six ans, et sa famille part alors un an dans le Westmorland. Elle part ensuite dans une finishing school à Paris. Elle commence des études de littérature au Somerville College (Oxford) en 1914, mais devant la guerre, elle décide de devenir infirmière volontaire. Après une formation dans les hôpitaux de Londres et de Cambridge, elle travaille comme infirmière à Houlgate en Normandie. 
Elle épouse un cousin lointain, Harold Boston, en 1917. Ils ont un fils en 1918, Peter Boston, qui deviendra architecte. Mais ce mariage est un échec et Lucy Boston part voyager en France et en Italie, étudie la peinture à Vienne. En 1937, elle achète un manoir de style normand à Hemingford Grey. 
Elle publie son premier livre en 1954, quand elle a passé soixante ans. Elle écrit la série fantastique pour la jeunesse qui la rendra célèbre : Green Knowe, du nom du manoir où apparaissent des fantômes qui communiquent avec les enfants qui viennent y habiter. La série connaît six titres : The Children of Green Knowe (1954), The Chimneys of Green Knowe (1958, aux États-Unis : Treasure of Green Knowe), The River at Green Knowe (1959), A Stranger at Green Knowe (1961), An Enemy at Green Knowe (1964), The Stones of Green Knowe (1976). Seul le deuxième volume a été traduit en français. Le quatrième tome reçoit la médaille Carnegie en 1961.
Elle a aussi publié des romans pour adultes, des nouvelles fantastique et un recueil de poèmes.
Elle meurt en 1990, âgée de quatre-vingt-dix-sept ans. Le manoir appartient encore à sa famille et il est ouvert au public.

## Œuvre parue en France
- Les Cheminées enchantées (The Chimneys of Green Knowe), traduit de l'anglais par Louise Servicen, Illustrations de Luis Szalay, Paris : Gallimard, 1968.

## Adaptations cinématographiques
- 2009 : Le Secret de Green Knowe, réalisé par Julian Fellowes, avec Alex Etel, Dominic West, Maggie Smith, Timothy Spall, Eliza Bennett, Carice van Houten.